# گمینا کراشویتسه
گمینا کراشویتسه (به لهستانی:  Gmina Kraszewice) یک گمینا در لهستان است که در شهرستان اوستژشوف واقع شده‌است. گمینا کراشویتسه ۷۵٫۱۱ کیلومتر مربع مساحت و ۳٬۶۲۱ نفر جمعیت دارد.